# Альбанські гори

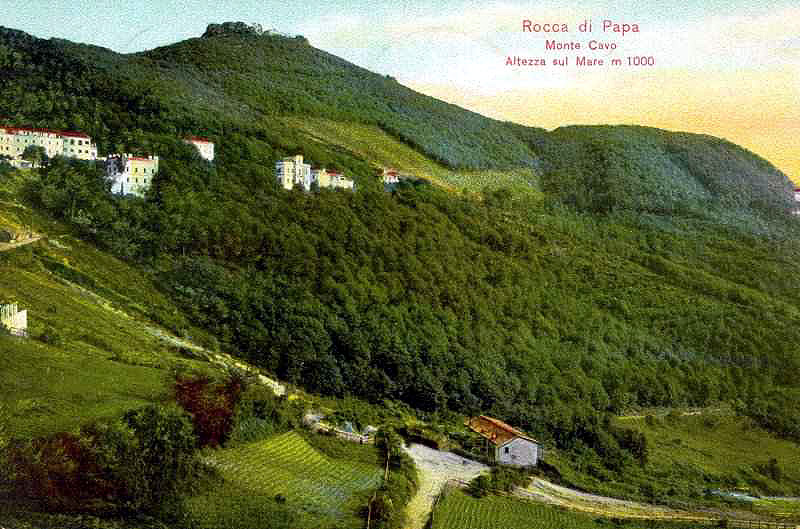
Вид на Монте-Каво

Альбанські гори (італ. Colli Albani) — гірський масив в Італії.
Альбанські гори є залишками гірської кільцевої формації вулканічного походження. Протяжність їх близько 60 кілометрів в області Лаціо, провінція Рим, за 20 кілометрів на південний схід від Рима і за 24 кілометри на північ від Анціо. Найвища точка — гора Монте-Каво заввишки в 950 метрів. На своєму південному заході кільцевий гірський ландшафт розривається 2 кратерними озерами — Альбанским і Немі.
Активна вулканічна діяльність в районі Альбанських гір тривала приблизно до 1100 року до н. е., що гальмувало їх заселення. У римський час гори називалися Albanus Mons. На вершині Монте-Каво був споруджений храм Юпітера. У цій святині латинян відзначали свої святкування римські консули, та іноді святкувалися тріумфи. Храм до наших днів не зберігся, проте залишилася стара римська дорога, що вела до нього.
Як у давнину, так і нині Альбанські гори, і особливо район озер, були і залишаються улюбленим місцем відпочинку римлян давніх і сучасних. Тут створено курортну зону, побудовано безліч вілл тощо.